# Украинска гръкокатолическа църква
Украинската гръкокатолическа църква (на латински: Ecclesia Graeco-Catholica Ucrainae; на украински: Українська греко-католицька церква, съкратено УГКЦ) или Униатска църква (на украински: Унійна церква) е местната католическа църква от византийски обред (източнокатолическа), имаща статут на върховна архиепископия, действаща в Украйна (без територията на Закарпатието, където действа отделната Мукачевска епархия, принадлежаща към Русинската гръкокатолическа традиция) и в повечето държави с голяма украинска диаспора.
Енориите на УГКЦ в Руската федерация са под юрисдикцията на ординария за католиците от византийския обред в Русия.
Съвременната УГКЦ е наследник на Руската униатска църква, създадена в Жечпосполита, в резултат на Брестката уния в 1596 година между православната митрополия на Киев и на цяла Русия на Константинополската патриаршия и Католическата църква.
Понастоящем тя е най-голямата в света католическа църква от източен обред по брой на енориашите и на енориите.

## История

### Брестка уния
През октомври 1596 г. повечето от епископите на православната Киевска митрополия (част от Константинополската патриаршия), начело с митрополит Киевски, Галицки и на цяла Русия Михаил Рогоза, на събор в Брест, решават да признаят върховната юрисдикция на папата. Условията на унията (т.е. съюза) предвиждат признаването на властта на папата и католическите догми, при запазване на византийския обред от вярващите и духовенството. Впоследствие униатската църква се установява трайно в Галиция, Волиния, Подолието, които тогава са част от Жечпосполита.
Като цяло униатската църква се радва на държавна подкрепа, макар да се разглежда като второстепенна, за което свидетелства по-специално фактът, че най-високопоставените гръкокатолически йерарси не са включени в сената.
Постепенно авторитетът на униатската църква нараства, което е улеснено от създаването на Василианския орден. От 1630-те години към унията започва да клони и шляхтата. Въпреки усилията за разпространение на унията, обаче през 1647 г. в Жечпосполита има около 4 хиляди униатски и над 13,5 хиляди православни енории.
Ръкополагането през 1620 г. от патриарх Теофан III Йерусалимски на нова православна йерархия в държавата (преди това православните епископи не са допускани до катедри от крал Сигизмунд III), и разделянето с грамота от крал Владислав IV Васа през 1635 г., на религиозните институции между православни и униати на 2 законни киевски метрополии – униатска и православна, затвърждават разцеплението на местното общество. Опити за примирението му са правени на съборите от 1629 г. в Киев и 1680 г. в Люблин, свикани по инициатива на униатската йерархия, но пренебрегнати от православните. През 1630-те години митрополит Йосиф Рутски подготвя план за създаване на патриаршия на базата на Киевската митрополия, която да е обща за православната и униатската църква. Проектът заинтересува православните опоненти, включително Петър Могила, но идеята не среща подкрепата на папството и властите на Жечпосполита, и не намира разбиране сред православното население.
По време на войната с Русия през 1654 – 1667 г. унията е забранена на териториите, окупирани от руските войски. След Андрусовското примирие от 1667 г. управляващите кръгове на Жечпосполита рязко увеличават подкрепата си за унията. Още по-голяма привлекателност за шляхтата тя получава след подчиняването на Киевската православна митрополия на Московската патриаршия през 1688 г., което означава загуба на независимостта на православната църква на Жечпосполита и пълното ѝ подчиняване на интересите на Русия, враг в доскорошната война. Особено се засилва подкрепата за униатската църква и в същото време натискът върху православните от централната власт по време на управлението на Ян Собиески.

### XVIII-XIX век
През 1700 г. православният епископ Йосиф Шумлянски обявява присъединяването на Лвовската епархия към гръкокатолическата църква. През 1702 г. Луцката и Волинска епархия, оглавявана от епископ Дмитрий Жабокрицки, също се присъединява към гръкокатолическата църква, а през 1715 г., на събора в Житомир, повечето от енорийските православни свещеници от Черкаси, Киев и Волин приемат унията, което завършва процеса на преход на православните епархии на Жечпосполита към гръкокатолицизма. Православното духовенство в държавата е принудено да премине към гръкокатолицизъм, в противен случай към тях са прилагани репресивни мерки. В украинското общество на Деснобрежна Украйна мнозина също реагират силно негативно, и това е още една причина за възраждането на казашките свободи под формата на хайдамакското движение и масовото преселване на население към левия бряг на Днепър, под управлението на руския цар, където държавна религия е православието.
За окончателното консолидиране на Руската униатска църква и по-нататъшното ѝ латинизиране способства Замойският събор, който се провежда от 26 август до 17 септември 1720 г. в Замошч под ръководството на митрополит Лев Кишка и папския нунций Джироламо Грималди. Съборът решава да унифицира богослужението, като приема богослужебни книги, одобрени от папската власт и отказва да използва некатолически издания; и да издаде на националния език два катехизиса – голям за духовенството и малък за народа. Освен това са взети решения относно начина на живот и облика на гръкокатолическото духовенство; така след събора свещениците започват да се подстригват, да си бръснат брадите и да носят дрехи, характерни преди това само за западното духовенство. Въведени са литургии, характерни за западните църковни обреди, включително молитвена броеница, празника на тялото и кръвта Христови, поклонение към сърцето Христово и други.
На 11 юли 1705 г. по време на вечернята във Василианския манастир в Полоцк, руският цар Петър I, въпреки съюзническите си отношения със саксонския курфюрст и полския крал Август II по време на Великата северна война, със собственоръчно убива четирима гръкокатолически монаси, след като те го наричат схизматик и нападат с юмруци и с импровизирани средства него и неговата свита, а на следващия ден разпорежда игуменът да бъде обесен, заедно със своя помощник.
Поради невъзможността седалището на църквата да е в Киев, който от 1667 г. е част от Московската държава, резиденция на униатските митрополити от 1729 г. (официално – от 1746 г.) до 1795 г. е град Радомишъл.
След поделбите на Жечпосполита, когато по-голямата част от територията на епархиите на Руската униатска църква става част от Руската империя, част от гръкокатолиците се присъединява към Православната руска църква, а някои остават подчинени на Рим. Общата насока на политиката на всички руски императори към тях е категорична: на енориашите на Руската гръкокатолическа църква се гледа като на православни, които под натиск са приели юрисдикцията на папата и които са склонни да нарушат тази юрисдикция под какъвто и да е предлог.
Когато през 1768 г. руските войски навлизат на територията на Жечпосполита, за да потушат хайдамакското въстание (т. нар. Колиившчина), Екатерина II разпорежда арестуването на всички гръкокатолически свещеници, които откажат да приемат православието и отнемането на цялото църковно имущество, към което претендират православните. Свещениците са освободени след намесата на варшавския нунций.
Веднага след началото на Първата подялба на Жечпосполита, на 4 март 1772 г. митрополит Филип Володкович изпраща писмо до папа Климент XIV относно потискането на униатите от полските власти. След придобиването на Галиция от Австрия, на 17 юли 1774 г. лвовският епископ Лев Шептицки се оплаква чрез своя комисар Иван Худза, който получава аудиенция при Мария Терезия, че латинските свещеници и дори канониците в Галиция наричат униатите кучета, а религията им – кучешка. Всички, които изповядват гръкокатолическия обред, нямат право нито на служба, нито на работа в цеховете на занаятчии и индустриалци.
През 1787 г. Екатерина II постановява, че духовни книги в Руската империя могат да печатат само печатници, подчинени на Светейшия управляващ синод, и дейността на гръкокатолическите печатници спира.
През 1794 г. православният епископ Виктор Садковски изпраща до гръкокатолиците обръщения да преминат „в правата вяра“, които се четат в градовете и селата като държавни актове. Ако се появят желаещи да приемат православието, властите ги записват в книги, изплащат им парична помощ и изпращат свещеник с отряд войници, които конфискуват църквата от гръкокатолиците и я предават на православните. Заповядано е да се закриват гръкокатолическите енории, ако имат по-малко от 100 домакинства, но им е позволено да продължат да съществуват, ако преминат към православието. Гръкокатолическите епархии, с изключение на Полоцката, са затворени и епископите им са пенсионирани или са изпратени в чужбина. Киевската гръкокатолическа митрополия на практика е закрита: на митрополит Теодосий Ростоцки е забранено да ръководи епархията си, а той самият е изпратен в Санкт Петербург.
Император Павел I забранява насилствените методи за покръстване в православието. През 1800 г. той връща повечето гръкокатолически свещеници от изгнанието им в Сибир, връща на гръкокатолиците част от храмовете и василианските манастири. Разрешено е да съществуват три гръкокатолически епархии: Полоцката, Луцката и Брестката. Тези, които са приели православието, започват да се връщат към гръкокатолицизма.
Император Александър I предава управлението на гръкокатолическите енории от ръцете на митрополита и епископите към ревизори на гръкоуниатската колегия.
Папа Пий VII през 1807 г. създава униатската Галицка митрополия с център в Лвов (тогава столица на Кралство Галиция и Лодомерия, част от Австрийската империя), която става правоприемник на ликвидираната униатска Киевска, Галицка и на цяла Русия митрополия. Първият ръководител на възстановената митрополия е ректорът на Лвовския университет (1796 – 1797) Антон Ангелович.
През 1839 г. на събора в Полоцк решенията на Брестката уния са отменени: 1607 униатски енории и повече от милион и 600 хиляди души преминават под юрисдикцията на Руската православна църква. Единствената униатска епархия в Руската империя остава Холмската епархия.
За да намали влиянието на католическата църква върху обществения живот в Полша след Полското въстание от 1863 – 1864 г., царското правителство решава и униатите от Холмшчина да приемат православието. Често срещу кампанията има съпротива: на 24 януари 1874 г. жителите на село Пратулин се събират близо до енорийската църква, за да предотвратят прехвърлянето на храма под контрола на православната църква. След това отряд от войници открива огън по хората. Загиват 13 души, които са канонизирани от католическата църква като Пратулинските мъченици.
На 11 май 1875 г. е провъзгласено обединението на холмските униати с православната църква. Униатството в Русия и Полша е премахнато напълно.

### Опит за обединение на Мукачевска и Пряшевска епархии с Галицката митрополия
През 1888 г. папа Лъв XIII обявява план за обединение на Мукачевската и Прешовската епархии с Галицката митрополия. Унгарският примас, кардинал Янош Шимор обявява, че изпълнението на такъв план би било голяма обида за националните чувства на унгарците. През 1898 г. в Будапеща е основан Регионалният комитет на гръкокатолиците-унгарци, който си поставя за задача да преведе службите на унгарски език, като заличава имената на св. Параскева, св. Борис, св. Глеб, св. Владимир, св. Теодосий и Антоний Печерски, тъй като нямат нищо общо със Закарпатието. На 2 септември 1937 г. Ватиканът окончателно освобождава Прешовската и Мукачевската епархии от подчинение на унгарския Естергомски архиепископ, като им предоставя статут на sui iuris църкви. Опитът за обединение завършва с неуспех. Понастоящем Мукачевската гръкокатолическа епархия е автономна църква, част от русинската гръкокатолическа традиция.

### Първата половина на 20 век
След манифеста на император Николай II от 1905 г., който поставя началото на религиозна толерантност, някои от бившите гръкокатолици се връщат към католицизма. По същото време възникват първите структури на църквата в диаспората: Апостолската екзархия на Канада (1912 г.) и Ординариатът на САЩ (през 1913 г., от 1924 г. – Апостолска екзархия на САЩ).
По време на Първата световна война Галиция е временно окупирана руски войски и политиката към гръкокатолиците се оформя както в Петроград, така и на място. На 14 септември 1914 г., на заседание на петроградския клон на Галицко-руското общество, е приета подробна резолюция по религиозния въпрос в Галиция. Предложенията на Владимир Бобрински първоначално са одобрени от протопрезвитера на военното и морско духовенство Георгий Шавелски, а след това и от върховния главнокомандващ, великия херцог Николай Николаевич. За периода на 9-месечното управление на руските власти на територията на Източна Галиция, според канцеларията на военния генерал-губернатор, с разрешението на Георгий Бобрински, в енориите са назначени 86 православни свещеници. От тях 35 по молба на енориаши и 51 с удостоверения на архиепископ Евлогий (Георгиевски). Тези данни се различават от данните на службата на самия архиепископ, според които към 4 април 1915 г. в Източна Галиция има 113 свещеници.
В периода между Първата и Втората световна война УГКЦ активно се развива в Западна Украйна (Полша), по-специално благодарение на дейността на галицкия митрополит Андрей Шептицки.
От есента на 1939 г., след навлизането на съветските войски и анексирането на източните територии на Полша от СССР, униатската църква става обект на внимание от страна на НКВД. По това време НКВД не се намесва открито в дейността на църквата, при условие че униатското духовенство не провежда антисъветска агитация. В началото на 1939 г. в Лвовската епархия група свещеници, оглавявана от Климентий Шептицки, обсъждат въпроса за излизане от унията и създаване на „Украинска народна църква“. Сред членовете на групата са свещениците Ковалски, Костелник, Притма и други. Според плана, митрополит Андрей Шептицки, който е информиран за работата на свещениците, трябва да стане глава на църквата. НКВД също е наясно с плановете на групата, като ги използва за свои цели.
Първоначалният план за оперативна разработка и ликвидация на УГКЦ е разработен от НКВД още през 1940 – 1941 г. и на 11 януари 1941 г. е одобрен от Народния комисар по вътрешните работи на СССР Лаврентий Берия. Основната задача е отделянето на УГКЦ от Запада и на първо място от Ватикана, чрез създаване на автономна или автокефална украинска църква с последващото ѝ присъединяване към Руската православна църква. След войната НКВД изоставя междинната фаза на създаване на украинска църква и пристъпва към директната ликвидация на УГКЦ чрез обединението ѝ с Руската православна църква. Като цяло планът е част от общата дейност, насочена към борба с Украинската въстаническа армия, ОУН (Организация на украинските националисти) и всякакви прояви на украински национализъм.
Според архивни документи, бъдещият лидер на движението за присъединяване към Московската патриаршия протоиерей Гавриил Костелник, започва да си сътрудничи с НКВД през 1941 г. след обиск и последващ арест на сина му, извършен от НКВД под прикритието на милиция. Знаейки за обтегнатите му лични отношения с митрополитите Андрей Шептицки и Йосиф Слипий, представители на НКВД обсъждат с протойерея възможността за създаване на автокефална украинска църква, независима от Рим. По указание на НКВД, Костелник пише редица статии и есе по темата.
Като част от дейността на НКВД от 1940 – 1941 г. е планирано да се предизвика разкол в църквата (между поддръжниците на източния и западния ритуал), по всякакъв възможен начин да се дискредитират ръководителите на църквата с факти от техния личен живот, да бъдат обвинени в нарушаване на канонични закони и злоупотреба с църковно имущество, да бъдат активизирани православните духовници да се борят за присъединяването на униатите към Руската православна църква, във Върховния съвет на Украинската ССР да се повдигне въпроса за назначаването на комисари по религиозните дела в областните изпълнителни комитети.
В отделна разпоредба в рамките на мероприятията на НКВД по отношение на УГКЦ, ръководителят на Втори отдел на ГУГБ НКВД (комисарят по държавна сигурност от 3-ти ранг Федотов) е инструктиран да организира, заедно с Народния комисариат на финансите на СССР, данъчна схема срещу духовенството от УГКЦ – данъчното облагане на духовенството в западните райони на Украинска ССР трябва да се извършва „при съгласуване с местния апарат на НКВД“.
Изпълнението на първоначалните планове за ликвидиране на УГКЦ, чрез създаване на украинска църква с последващото ѝ присъединяване към Руската православна църква, е предотвратено от войната.
По време на Втората световна война и след възстановяването на съветската власт, УГКЦ е преследван от държавата поради факта, че предоставя подкрепа на украински националисти, поддържа контакти с центъра на католицизма – Ватикана, а митрополит Андрей Шептицки одобрява изпращането на капелани по време на войната в частите на 14-а доброволческа СС гренадирска дивизия Галиция. Шептицки няма пряко отношение към формирането на СС дивизията през 1943 г., но делегира капелани да провеждат пасторска работа.

### Ликвидация на УГКЦ на Лвовския събор, 1946 г.
Още през март 1945 г. Съветът по въпросите на Руската православна църква (ръководен от Георгий Карпов) разработва набор от мерки „за отделяне на енориите на гръкокатолическата (униатска) църква в СССР от Ватикана и последващото им присъединяване към Руската православна църква", които са одобрени от Йосиф Сталин.
След установяването на съветската власт в Западна Украйна, НКГБ насърчава създаването на така наречената „инициативна група“ сред част от гръкокатолическото духовенство, която призовава за излизане от унията между гъркокатолическата църква и Рим и за сливането ѝ с Руската православна църква, решение за което е взето на Лвовския събор на 8 – 10 март 1946 г. На събора са поканени 225 делегати-свещеници, членове на инициативната група и 22 делегати-миряни от трите гръкокатолически епархии (Лвовска, Самбор-Дрогобичка и Станиславска), председател е д-р Гавриил Костелник.
Съветското правителство и НКВД разглеждат Украинската гръкокатолическа църква като център на националистическото движение в Западна Украйна, което е една от основните причини за политическото решение на ръководството на СССР да я ликвидира.
УГКЦ активно подкрепя УПА и ОУН в борбата за създаването на независима държава Украйна, като не само осигурява подслон и лечение на членовете на УПА, ако е необходимо, но и предоставя значителна финансова подкрепа. Според ръководството на НКВД ликвидацията на УПА е трябвало да се извърши паралелно с ликвидацията на УГКЦ и на други участници в движението за независимост на Украйна, в което влизат не само представители на ОУН и УПА, но също и на украински партии като УНДО, УРСП, клерикалното обединение УНО („Украинско национално обновление“) и други.
За да придаде на събора канонична легитимност, НКГБ препоръчва на Централната инициативна група да изпрати покани до най-видните опозиционни фигури, включително брата на починалия митрополит Андрей Шептицки, настоятелят на монасите-студити Климент Шептицки. Изпратени са общо 13 такива покани. Без обаче да информира Централната инициативна група, НКГБ взима мерки противниците на обединението да получат тези покани към края на работата на събора.
Никой от епископите на УГКЦ не участва в Лвовския събор. Участват обаче Дрогобичкият и Самборски православен епископ Михаил Мелник и Станиславският и Коломийски православен епископ Антоний Пелвецки (който преминава в православието от УГКЦ и става епископ преди самото начало на събора – в края на февруари 1946 г.). Каноничността на събора е призната от всички местни православни църкви по света – Александрийска, Антиохийска, Българска, Полска, Румънска и др. Впоследствие по-голямата част от епископата на УГКЦ е репресирана.
Украинската гръкокатолическа църква не признава каноничността и нарича събитието „Лвовският псевдосъбор от 1946 г.“.

#### Подготовка и провеждане на събора
Създаването на Централната инициативна група, оглавявана от д-р Костелник за обединение на гръкокатолическата църква с Руската православна църква, е вдъхновено от НКГБ като част от план за ликвидиране на УГКЦ.
| „ | - ... След щателно проучване на ситуацията разработихме план за ликвидация на гръкокатолическата църква, който започнахме да прилагаме. […] - Изпълнявайки този план, през април 1945 г. в регионалните вестници в Лвов, Тернопол, Станислав, Дрогобич и централния вестник „Правда Украйна“ по наша инициатива беше публикувана обширна статия „С кръст или нож“ срещу униатите, която изигра значителна роля в подготовката за ликвидацията на тази църква. Статията разкриваше антисъветската дейност на върхушката на униатското гръкокатолическо духовенство и я разобличаваше пред лоялната част от духовенството и вярващите. - Подготвяйки, по такъв начин, общественото мнение, на 11.4.45 г. извършихме арестите на митрополит Йосиф СЛЕПИ, епископите ХОМИШИН, БУДКА, ЧАРНЕЦКИ, ЛЯТИШЕВСКИ, както и на редица попове от униатската църква, които най-много се компрометираха с антисъветска дейност. Обезглавявайки гръкокатолическата църква, ние създадохме предпоставки за организиране на движение, насочено към премахване на унията и обединение на тази църква с руската православна църква. За целта, на 30 май 1945 г. създадохме „Централна инициативна група за обединение на гръкокатолическата църква с руската православна църква“, в която влязоха авторитетни свещеници: д-р КОСТЕЛНИК – от Лвовската епархия, доктор МЕЛНИК, генерален викарий – от Дрогобичката епархия и ПЕЛВЕЦКИ – впоследствие издигнат като председател на Станиславската епархия. | “ |
| Из докладна записка на П. Дроздецки в НКГБ СССР за ликвидирането на гръкокатолическата църква в западните области на Украйна от 16.02.1946: | |   |

По препоръка на НГКБ, работата на инициативната група, подготовката и провеждането на събора на УГКЦ, се финансират от Народния комисариат на финансите на СССР чрез Съвета на народните комисари на Украинската ССР и екзархията на Руската православна църква в Украйна. Разпределени са около 500 хиляди рубли, от които 75 хиляди рубли са отпуснати за оперативни разходи на НКГБ.
Един от документите, приет от събора, е Обръщение към духовенството и вярващите от Гръкокатолическата църква. В него е подчертано, че унията е създадена изкуствено и принудително наложена на хората от полските власти и папството: „Братя, опомнете се! С жертвите на милиони наши братя вие сте освободени и вече не сте безмълвни роби! Освободете се както от римското потисничество на духа, така и от остатъците от полонизма, които все още имате! Не пилейте своите сили и силите на народа за реализация на погрешни идеи! Ако Православната църква не е истинската, тогава в този случай ни една християнска църква не може да бъде истинска, тъй като Православната църква е първичната църква на християнския Изток и Запад, от която са образувани всички останали църкви. От днешния ден ние принадлежим към Светата Православна църква, която е Църквата на нашите отци, историческата Църква на целия украински народ и всички най-близки до нас народи по кръв. А Господ ще благослови нашето свято дело“.
На 5 април 1946 г. делегация от членове на събора, оглавявана от протойерей Костелник, е приета в Москва от московския патриарх Алексий; Костелник е награден с най-високото отличие за свещеник от бялото духовенство – чин протопрезвитер.

#### Реакция на ликвидацията на УГКЦ
Според доклади от УНКГБ населението като цяло възприема обединението с Руската православна църква неутрално или положително. Част от украинската интелигенция реагира негативно на решението на Лвовския събор, разбирайки, че ликвидацията на УГКЦ е начин да се приближи Западна Украйна до ситуацията, в която в продължение на много години вече се намира останалата част от СССР. Някои представители на интелигенцията виждат в това опит за русификация на украинската църква и настъпление срещу украинската култура. От докладите на УНКГБ за реакциите на украинската интелигенция на публикуваното известие на Прокуратурата на СССР за обвинението срещу И. Слипий и предстоящата ликвидация на УГКЦ:
| „ | Академик Василий Щурат: - „Ако те искат да унищожат Слепи и епископите, ще е необходимо много викане за събора и нови епископи. Болшевиките все едно са откраднали нещо, и сега прикриват нещата като крадци.“ | “ |

Доцент Дзеверин от лвовския Педагогически институт:
- „Предстоящото обединение е нова уния. Предната беше уния с Рим, а тази – с Москва. Вместо една уния ще има друга... “

Секретарят на Съюза на съветските писатели в град Лвов Д. Кондра:
- „Всичко това, което е написано, не е вярно. Вината им се крие във факта, че те са украински свещеници и представители на униатската църква. Като свещеници те трябваше да се молят за власт, без да обсъждат каква е тази власт.“

От доклада на УНКГБ за отговора на украинската интелигенция на предстоящата ликвидация на УГКЦ:
| „ | Академик Щурат: - „Защо ни е нужен папата Римски, нашият украински народ има нужда от религия ... много от униатските свещеници ще се съгласят да приемат православието.“ | “ |

Галас, библиотекар в Лвовския университет:
- „Трябва отново да приемем православието и аз не виждам нищо отрицателно в това, а напротив, ще ни приближи до братята ни – украинците от другата страна на Днепър.“

Отношението на ОУН към ликвидацията на УГКЦ е силно отрицателно; в провеждането на събора те подчертават политическите мотиви на събитието, проведено под патронажа на НКГБ.
През 1946 г. ОУН провежда активна агитация срещу ликвидацията на УГКЦ и обединението на църквите. Позицията на ОУН е кратко изложена в следното:

- 1. „Ние, като политическа организация, не се интересуваме от догматичните въпроси на католицизма и православието.
- 2. От гледна точка на нашата революционна тактика, ние сме против прехода на гръкокатолическата църква по следните причини:
  - а) от това се интересува Москва, в това тя е инициаторът и силата;
  - б) това отваря вход към гръкокатолическата църква за енкаведистите – московски свещеници;
  - в) това ще е насилствено национално обединение на украинския народ с московския, което ще доведе до ликвидиране на украинците по пътя на денационализация и русификация;
  - г) това парализира кадрите на гръкокатолическото украинско духовенство и в същото време премахва още една възможност за борба с Москва;
  - д) това в крайна сметка иззема от ръцете от най-важните аргументи на нашата задгранична пропаганда относно политиката на болшевиките по отношение на църквата"

Чуждестранната преса и радио за ликвидацията на УГКЦ

Рим, вестник „Пополо“ от 19.02.1946 г.:
- „Съобщението на Московското радио за присъединяването на западноукраинската църква към православната е трик от най-долно качество ... Всички епископи и духовенство от Западна Украйна са заточени, затворени и заменени сега с шепа отстъпници, водени от същия Костелник, на когото за усилията му е обещан поста на митрополит на Лвов. Тези предатели на паството и вярата са ненавистни на вярващите.“

Изявление на френския кардинал Пети дьо Жулвил от 1 март 1946 г.:
- „В Закарпатска Рус, както и във всички източни региони отвъд линията на Кързън, съветската политика има за цел напълно да унищожи католицизма. Руските власти изгониха 400 католически свещеници от Закарпатска Рус. В тази страна католическите училища са затворени, а църковната собственост е конфискувана. Проповедите подлежат на цензура ... На комунистическите митинги народът е насърчаван да приеме православната вяра.“

### Съветски период
След Лвовския събор, на територията на СССР започва периодът на УГКЦ, придружен от преследване на духовенството и миряните. Още на 1 юни 1947 г. започва да работи Ужгородската гръкокатолическа семинария, в която, според доклада на председателя на Съвета по религиозните въпроси Иван Полянски има 30 ученици и седем учители. До 1990 г. епископите, свещениците и монасите на УГКЦ, останали в Западна Украйна, продължават да служат нелегално. Значителна част от вярващите, останали гръкокатолици, посещава православни храмове на Руската православна църква.
Въпреки това се наблюдава увеличаване на структурите на УГКЦ в диаспората: през 1948 г. от Апостолската екзархия на Канада е отделена Апостолската екзархия на Западна Канада, през 1951 г. е създаден Ординариатът на Бразилия за вярващите от източния обред, от Архиепископия Уинипег е отделена Апостолската екзархия на Саскачеван, през 1956 г. от Апостолската екзархия на САЩ е отделена Апостолската екзархия на Стамфорд, апостолските екзархии на Канали, Западна Канада, Източна Канада и Саскачеван са преобразувани съответно в Архиепископия Уинипег, Епархия Едмънтън, Епархия Торонто и Епархия Саскаунт. През 1957 г. е създаден Апостолската екзархия на Англия и Уелс, през 1958 г. – Екзархията на Австралия, Апостолската екзархия на Съединените щати е реорганизирана във Филаделфийска архиепископия, Апостолската екзархия Стамфорд – в епархия Стамфорд, през 1959 г., е създадена Апостолската екзархия на Германия и Скандинавия, през 1960 г. – Апостолската екзархия на Франция, през 1961 г. Чикагската епархия е отделена от Филаделфийската архиепископия, през 1962 г. Бразилската апостолска екзархия е отделена от Бразилския ординариат за вярващите от източния обред. През 1963 г. лвовският архиепископ получава титлата Върховен архиепископ.

### Постсъветски период
През февруари 1990 г., след среща във Ватикана между съветския президент Михаил Горбачов и папа Йоан Павел II, забраната за създаване на гръкокатолически общности е отменена, разрешени са регистрация и поклонение. Повечето от църквите в Западна Украйна, които са прехвърлени към Московската патриаршия по време на ликвидацията през 1946 г., са върнати на украинската гръкокатолическа църква. Има и някои насилствени действия от УГКЦ по отношение връщането на бившите униатски църкви от Руската православна църква.
На 29 август 2005 г. епископската катедра на Първойерарха на УГКЦ е върната от Лвов в Киев; на същия ден папа Бенедикт XVI връчва на примаса на УГКЦ нова титла – „Негово Блаженство Върховен архиепископ Киево-Галицки“ (преди това, от 23 декември 1963 г., главата на УГКЦ е наричан Негово Блаженство Върховен архиепископ Лвовски; още по-рано, от 1807 г. – Негово Високопреосвещенство Митрополит Галицки; първоначалната титла на главата на УГКЦ, започвайки от времето на Брестката уния, е Митрополит Киевски, Галицки и на цяла Русия), Архиепископската екзархия на Киев – Вишгород става архиепископия, която заедно с отделените преди това Донецка (създадена през 2002 г.), Одеска (създадена през 2003 г.) и Кримска (създадена през 2003 г.) екзархии образува Киево-Галицката митрополия (до 2011 г. Лвовската и Киево-Галицката митрополия остават в персонална уния).
През 2011 г. Тернополската епархия е отделена от Лвовската митрополия (сформирана е Тернополската епархия, която става архиепископия, както и Бучачката епархия на УГКЦ, отделена от нея през 2000 г.) и Ивано-Франкивската митрополия (образува се Ивано-Франкивскската епархия, която става архиепископия, както и отделената от нея през 1993 г. Коломийска епархия), в състава на Лвовската митрополия остават отделената от нея през 1993 г. Самборско-Дрогобичка и отделената от нея през 2000 г. Стрийска и Сокалско-Жолковска епархия.
В конфликта в Източна Украйна, започнал през пролетта на 2014 г., УГКЦ решително подкрепя украинското правителство. От 7 март до 23 юли гръкокатолическата църква събира почти 1,5 милиона гривни (приблизително 95 хиляди щатски долара), 26 хиляди евро и почти 13 хиляди щатски долара, с които е закупено военно оборудване (включително бронежилетки и каски) включително за украинската армия. Джералдин Фаган, експерт по религиозните организации в бившия СССР, отбелязва, че не изключва възможността „УГКЦ да използва конфликта, за да урежда стари сметки с православните църкви и да укрепва своите позиции“. Самата УГКЦ заявява, че тяхната помощ за правителството на Украйна има обединяващ характер.
През 2020 г. Харковско-Полтавската епархия на Украинската автокефална православна църква (подновена) става част от УГКЦ.

### Реформа на църковния календар
На 1-2 февруари 2023 година в Лвов-Брюховичи Синодът на епископите на УГКЦ решава, че от 1 септември 2023 година Църквата ще премине към нов стил за фиксирани празници със запазване на настоящия Великден, което е обявена от върховния архиепископ Святослав на 6 февруари 2023 година. Календарната реформа е планирано да бъде двуетапна. Първият се отнася за всички неподвижни празници, а вторият за Великденските празници. Енориите, които не са готови да преминат към новия стил през 2023 година, имат преходен период до 1 септември 2025 година.

## Съвременно състояние
УГКЦ е най-голямата местна католическа църква от източен обред. Според Annuario Pontificio, през 2016 г. броят на вярващите е 4 милиона и 637 хиляди души. В църквата има 3405 свещеници и 42 епископи. Църквата притежава 3828 енории.
В съвременната гръкокатолическа църква богослуженията се извършват главно на украински език, който през 2002 г. е признат за официален богослужебен език заедно с църковнославянския.
От 26 януари 2001 г. (датата на интронизацията) до 10 февруари 2011 г., примас на църквата е кардинал Любомир Гузар (третият примас на църквата с титлата Върховен архиепископ; негови предшественици са Негово Блаженство Мирослав-Йоан кардинал Любачевски и Негово Блаженство Йосиф кардинал Слипий). На 25 март 2011 г. папа Бенедикт XVI утвърждава на поста примас на църквата избрания от синода на епископите Святослав Шевчук.

### Териториална структура на УГКЦ[42]
УГКЦ обхваща територията на Украйна, с изключение на Закарпатието, където действа автономната Мукачевска епархия с център в Ужгород, която е под пряката юрисдикция на папата; също така няколко епархии са разположени в чужбина на местата на компактно пребиваване на украинската диаспора.

### Ивано-Франкивска митрополия
- Ивано-Франкивска архиепископия;
  - Коломийска епархия.
  - Черновска епархия.

#### Киево-Галицка митрополия
- Киевска архиепископия;
  - Донецка екзархия;
  - Кримска екзархия;
  - Луцка екзархия;
  - Одеска екзархия;
  - Харковска екзархия.

#### Лвовска митрополия
- Лвовска архиепископия;
  - Самборско-Дрогобичка епархия;
  - Сокалско-Жолковска епархия;
  - Стрийска епархия.

#### Тернополско-Зборовска митрополия
- Тернополско-Зборовска архиепископия;
  - Бучачка епархия;
  - Каменец Подолска епархия.

#### Уинипегска митрополия (Канада)
- Уинипегска архиепископия;
  - Ню-Уестминстърска епархия;
  - Саскачеванска епархия;
  - Епархия Торонто;
  - Епархия Едмънтън.

#### Митрополия Куритиба (Бразилия)
- Архиепископия на Свети Йоан Кръстител в Куритиба;
  - Епархия на Непорочното зачатие на Пресвета Богородица в Прудентополис.

#### Пшемишълско-Варшавска митрополия(Полша)
- Премишълско-Варшавска архиепископия;
  - Вроцлавско-Кошалинска епархия;
  - Олщинско-Гданска епархия.

#### Митрополия Филаделфия (САЩ)
- Архиепископия Филаделфия;
  - Пармска епархия;
  - Епархия Стамфорд;
  - Чикагска епархия.

#### Други структури
- Епархия Буенос Айрес в Аржентина;
- Лондонска епархия във Великобритания;
- Епархия Мелбърн в Австралия;
- Парижка епархия във Франция, Швейцария и страните от Бенелюкс;
- Германско-скандинавска екзархия;
- Италианска екзархия
- Апостолско управление на католиците от византийския обред в Казахстан и Централна Азия.

## Блажени и светии
- Йосафат (Кунцевич) (1580 – 1623) – светец.
- Алексей Зарицки (1912 – 1963) – блажен свещеномъченик.
- Андрей Исхак (1887 – 1941) – блажен архиерейски мъченик.
- Василий Величковски (1903 – 1973) – блажен свещеномъченик.
- Виталий Байрак (1907 – 1946) – блажен свещеномъченик.
- Владимир Прийма (1906 – 1941) – блажен свещеномъченик.
- Григорий Хомишин (1867 – 1947) – блажен епископ.
- Емелян Ковч (1884 – 1944) – блажен свещеномъченик.
- Зиновий Ковалик (1903 – 1941) – блажен свещеномъченик.
- Иван Зятик (1899 – 1952) – блажен свещеномъченик.
- Иван Слезюк (1896 – 1973) – блажен епископ.
- Яким Сенкевски (1896 – 1941) – блажен свещеномъченик.
- Йосафата Гордашевска (1869 – 1919) – благословена изповедница.
- Никита Будка (1877 – 1949) – блажен свещеномъченик.
- Николай Чарнецки (1884 – 1959) – блажен епископ.
- Николай Конрад (1876 – 1941) – блажен свещеномъченик.
- Николай Цегелски (1896 – 1951) – блажен свещеномъченик.
- Олимпия Бида (1903 – 1952) – благословена мъченица.
- Лаврентий Гарасимив (1911 – 1952) – благословен мъченик.
- Петър Вергун (1890 – 1957) – блажен свещеномъченик.
- Пратулински мъченици (+1874) – Благословени Йеромученици.
- Северин Бараник (1889 – 1941) – блажен свещеномъченик.
- Роман Лиско (1914 – 1949) – блажен свещеномъченик.
- Симеон Лукач (1893 – 1964) – блажен епископ.
- Тарсикия Мацкив (1919 – 1944) – блажена мъченица.
- Климент Шептицки (1869 – 1951) – блажен свещеномъченик.
- Теодор Ромжа (14 април 1911 г. – 1 ноември 1947 г.) – благословен свещеномъченик (Мукачевска гръкокатолическа епархия).